# Sé como duele
«Sé como duele» es una exitosa canción de la cantante peruanovenezolana Karina incluida en su primer álbum de estudio titulado Amor a millón, fue lanzada en el año de 1985 bajo su discográfica Sono-Radven.

## Antecedentes y significado
La canción fue escrita y producida por el reconocido artista Rudy La Scala. Esta canción se convirtió en uno de los hits más escuchados del año 1985 en varios países de Latinoamérica como México y Perú y estuvo también en la lista de las 100 mejores canciones en español de los 80s según VH1 Latinoamérica, del año 2007 obteniendo la posición #85 del conteo.
La letra aborda la temática del amor no correspondido y el proceso de desapego emocional del reflejo del dolor y la dificultad de alejarse de alguien a quien lo amó, pero que no ha correspondido a esos sentimientos.

## Presentaciones en vivo
La canción fue presentado en Baila Conmigo en México junto a la canción "Y como es el" ya para 1990.

## Posicionamiento en listas
| Listas                              | Posición |
| ----------------------------------- | -------- |
| Perú Top 100                        | 1        |
| Colombia Top 100                    | 19       |
| Latinoamérica Top 100               | 1        |
| Ecuador Top 50                      | 32       |
| Iberoamérica Top 100                | 8        |
| Venezuela Top 40                    | 1        |
| México Top 200                      | 59       |
| México Top 60+                      | 14       |
| España Hot 100                      | 7        |
| EE. UU. Billboard Latin Pop Airplay | 98       |